# Bedakilin
Bedakilin (tudi TMC207 ali R207910, pod tržnim imenom Sirturo) je diarilkinolinska antituberkulozna učinkovina, ki so jo razvili v podjetju Janssen Pharmaceutica. Ameriški Urad za prehrano in zdravila je bedakilin odobril za zdravljenje v kombinaciji z drugimi zdravili pri večkratno odporni tuberkulozi, ko drugih zdravil ni mogoče uporabiti.
Gre za novo varno in učinkovito zdravilo proti večkratno odpornim sevov bakterije tuberkuloze (Mycobacterium tuberculosis) s potencialnimi toksičnimi učinki na srce in jetra.

## Mehanizem delovanja
Bedakilin deluje na protonsko črpalko encima ATP-sintaze, kar je drugačen mehanizem delovanja kot pri kinolonih, katerih tarča je DNK-giraza. Gre za prvo učinovino proti tuberkulozi po 40 letih z novim mehanizmom delovanja.